# ひょうごワイワイ
『ひょうごワイワイ』は、2011年4月3日から2018年3月25日までサンテレビで放送されていた兵庫県の広報番組である。

## 概要
日曜12時台の『週刊ひょうご夢情報』に替わってスタートした県政情報番組で、同様に兵庫県の施策や県内で行われるイベントなどを紹介していた。司会はタレントやアナウンサーではなく、「広報専門員」と呼ばれる兵庫県の広報担当者2名が務めていた。
番組タイトルの「ワイワイ」は、番組スタート時の出演メンバー2名のイニシャルが共に Y.Y であったことに由来する。また、ワイワイと賑やかな番組にしたいという制作サイドの願いも込められていた。番組タイトルの表記には揺れがあり、サンテレビ公式サイト内でも「ひょうごワイワイ」表記と「ひょうご“ワイワイ”」表記が混在していた。兵庫県の広報サイトでは主に後者が用いられていた。
『週刊ひょうご夢情報』と同様に、本番組も手話通訳と字幕放送を行っていた。サンテレビは文字多重放送を行っていないため、字幕が必要となる場面においては映像に直接スーパーを入れる形で行っていた。
放送内容の一部は、YouTubeのサンテレビ公式チャンネルを通じて動画配信されている（下記の番組公式サイトからアクセス可能）。

## 放送時間
いずれも日本標準時。

### 本放送
- 日曜 10:00 - 10:30 （2011年4月3日 - 2013年3月31日）
- 日曜 08:30 - 09:00 （2013年4月14日 - 2018年3月25日） - 『日曜さわやかトーク』放送のため、第3週には放送を休止。

### 再放送
- 月曜 18:30 - 19:00 （2011年4月4日 - 2012年3月26日）
- 月曜 18:00 - 18:30 （2012年4月2日 - 2018年3月26日） - 『日曜さわやかトーク』再放送のため、第3週には放送を休止。

## 出演者
いずれも兵庫県の広報専門員。
- 米田裕美（2011年4月 - 2015年3月）[5]
- 吉田泰子（2011年4月 - 2013年9月）[5][6]
- 清水奈緒美（2013年10月 - 2018年3月）[7]
- 高曽根里恵（2015年4月 - 2018年3月）[8]

## コーナー
ウィークリーひょうご
兵庫県政の一週間の動きを振り返るコーナー。
ここがポイント！
定例知事記者会見での発表内容について解説するコーナー。
ふるさと新発見
兵庫県内各地の魅力を楽しく紹介するコーナー。番組は、このコーナーを担当する「ふるさとリポーター」を随時募集していた。
情報スクランブル
様々な募集要項やイベントの告知コーナー。
はばタンの元気探検隊
兵庫県のマスコット「はばタン」が、県内各地で地元の活性化に取り組んでいる人々を取材・紹介するコーナー。はばタンは、毎回その日のまとめを5・7・5の「元気川柳」にして詠み上げていた。このコーナーのみ月に1回のペースで放送されていた。